# Komaranahalli, Hadagalli
Komaranahalli là một làng thuộc tehsil Hadagalli, huyện Bellary, bang Karnataka, Ấn Độ.